# 会盟 (波兰立陶宛联邦)

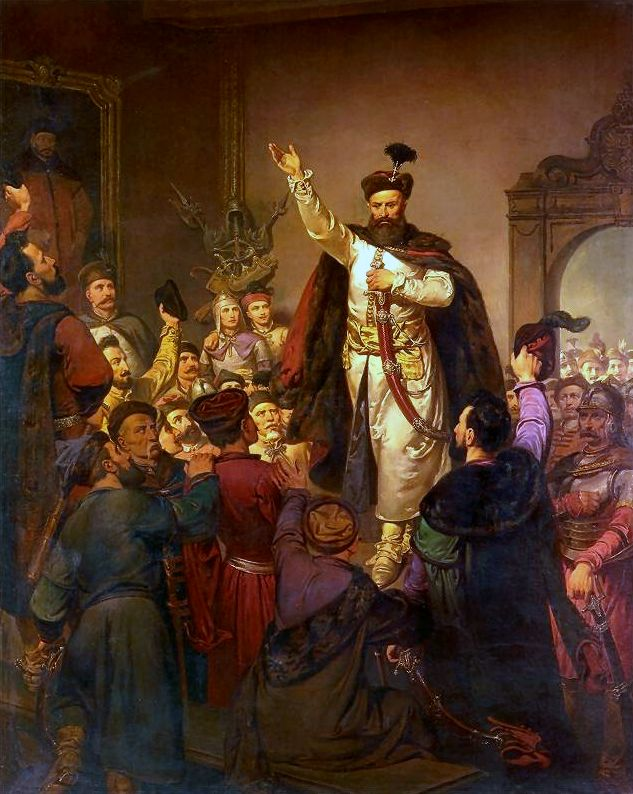
1655年蒂紹夫采会盟时正在宣誓的贵族。瓦列里·伊利亚什-拉齐科夫斯基绘

会盟（波蘭語：[kɔ̃fɛdɛˈrat͡sja] ⓘ）Konfederacja）是波兰立陶宛联邦的一种贵族、僧侣、城市或军事力量的、为了达成特定目的特设联合。一场会盟常常以军事叛乱的形式发生，其目的是解决会盟者所感受到的权力滥用。这种会盟代替了政府权力或迫使其满足会盟的要求。这种制度可以说是直接民主制以及革命权在联邦内的一种体现。会盟是波兰立陶宛贵族们赖以表示不满并对中央政府权威进行反抗的方法。